# L'Américanisé
Pour plus de détails, voir Fiche technique et Distribution.
L'Américanisé (Making an American Citizen) est un film américain muet d'Alice Guy, sorti en 1912.

## Synopsis
Ivan Orloff utilise sa femme comme une esclave. Il décide de partir vivre en Amérique. Il y fera l'amère expérience que ce pays est une terre de libertés.

## Fiche technique
- Titre : L'Américanisé

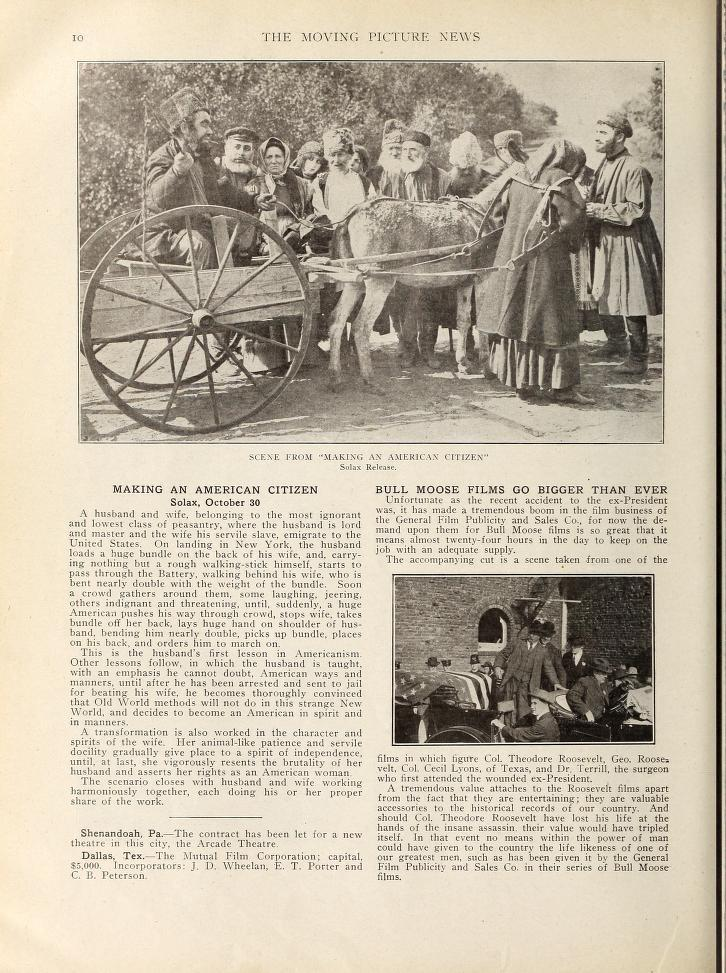
Deux photos du film dans The Moving Picture News (1912).

- Titre original : Making an American Citizen
- Genre : Comédie dramatique
- Réalisateur : Alice Guy
- Producteurs : Herbert Blaché, Alice Guy (non crédités)
- Société de production : Solax Films Company
- Société de distribution  États-Unis : Film Supply Company
- Distribution en DVD  France : Gaumont Vidéo (2018) et Lobster Films (2019),  États-Unis : Kino Video
- Durée : 11 minutes
- Noir et blanc, muet
- Tournage : en 1912 à New York, dont Ellis Island (arrivée d'Ivan et de sa femme en Amérique) ainsi qu'au Solax Studio de Fort Lee
- Date de sortie :
  - États-Unis : 30 octobre 1912
- Licence : Domaine public
- Restauration : Lobster Films

## Distribution
- Lee Beggs : Ivan Orloff
- Blanche Cornwall : sa femme